# 戸部新十郎
戸部 新十郎（とべ しんじゅうろう、1926年（大正15年）4月8日 - 2003年（平成15年）8月13日）は、日本の小説家。

## 経歴
石川県七尾市生まれ。祖先は戦国時代に今川義元に属した尾張笠寺城主の戸部新左衛門政直である。この「戸部新左衛門」という名は、尼子騒兵衛の漫画「落第忍者乱太郎」の登場人物「戸部新左ヱ門」（忍術学園の教師）の由来になっている。また、「新十郎」という名は戸部新左衛門政直の息子の名であり、戸部の父が祖先の名にあやかって命名したそうである。スポーツライターの戸部良也は弟。
金沢一中（現石川県立金沢泉丘高等学校）卒業、早稲田大学政治経済学部中退。北国新聞社記者を経て、作家となる。クラブ雑誌に多岐流太郎の筆名で時代小説を書きはじめていたが、昭和四十年代に入ると長谷川伸創始の「新鷹会」の同人となり、筆名を本名の「戸部新十郎」に改めた。戸部新十郎名での初の作品『安見隠岐の罪状』が第70回直木賞候補となった。
中学生のとき当時の剣道界の大御所・中山博道に剣道の稽古をつけてもらったことがある。また、無外流居合兵道の有段者である。剣術への造詣が深く、大きな歴史背景を交えた忍者物、剣豪物の作品が中心。出身である石川県と縁の深い前田利家ら加賀藩の藩主たちに関する著作も多い。

## 「多岐流太郎」時代
春陽堂などで二百編に及ぶ作品を発表したが、上述の通り「戸部新十郎」の本名で活動を始めたときに、「妖説五三ノ桐」以外は残す価値がないとして、「妖説五三ノ桐」以外の作品の原稿を全てを廃棄した。
なお、戸部の死後、「多岐流太郎」時代の作品「忍法新撰組」を掲載した雑誌の切り抜きが戸部の書斎より発見され、光文社文庫より発行された。
この他の「多岐流太郎」名で現存している作品には「怪奇・伝奇時代小説選集 1」（春陽堂書店）収録の「幻法ダビデの星」がある。

## 作品リスト

### 長編
- 『忍法五三の桐』春陽文庫 1971 『妖説五三ノ桐』旺文社文庫、富士見書房時代小説文庫、『忍法水滸伝・妖説五三ノ桐』祥伝社
- 『総司はひとり 血風・新選組』青樹社 1972　のち双葉文庫、徳間文庫、中公文庫
- 『忍者服部半蔵』毎日新聞社 1972
- 『安見隠岐の罪状』毎日新聞社 1973　のち旺文社文庫、徳間文庫
- 『草賊』毎日新聞社 1975　『蜂須賀小六（一）～草賊の章～』に改題
- 『蜂須賀小六 長編歴史小説』全3巻 青樹社 1980-83　のち光文社文庫、毎日新聞社（全2巻）、学陽書房人物文庫（全2巻）
- 『前田利家 長編歴史小説』青樹社 1981　のち光文社文庫（全2巻）
- 『風盗 戦国野望への道』青樹社 1982　のち旺文社文庫、徳間文庫、広済堂文庫
- 『服部半蔵 長編歴史小説』全10巻 光文社文庫 1987-89
- 『伊東一刀斎 長編剣豪小説』全3巻 光文社文庫 1989-90
- 『徳川秀忠』全3巻 徳間書店 1991-92　のち文庫、文庫新装版（全2巻）
- 『北辰の旗 小説・富樫政親』北国新聞社 1993　のち徳間文庫
- 『前田太平記 富田流秘帖』全2巻 毎日新聞社 1995　『前田太平記』光文社文庫（全3巻）
- 『西海水滸伝 柳生十兵衛秘帖』PHP研究所 1997　『忍法水滸伝・魔境大乱』祥伝社
- 『松永弾正』全2巻 読売新聞社 1998　のち中公文庫
- 『前田利常 長編歴史小説』全2巻 光文社文庫 2005
- 『忍法新選組 長編痛快時代小説』光文社文庫 2004

### 短編集
- 『伊賀組同心始末』光風社書店 1976
- 『総司残英抄』青樹社 1978　のち河出文庫、徳間文庫、中公文庫
- 『伊賀組同心』光風社出版 1980　のち旺文社文庫、徳間文庫
- 『伊賀者始末』徳間文庫 1988　のち広済堂文庫
- 『秘曲』大陸文庫 1988　のち徳間文庫
- 『野望の峠』PHP文庫 1989　のち徳間文庫
- 『鬼剣 傑作剣豪小説』光文社文庫 1990　のち徳間文庫
- 『最後の刺客』光文社文庫 1992
- 『秘剣水鏡』徳間書店 1993　のち文庫
- 『秘剣花車』新潮社 1995　のち文庫、徳間文庫
- 『秘剣竜牙』PHP研究所 1996　のち徳間文庫
- 『秘剣埋火』徳間書店 1998　のち文庫
- 『侠客』廣済堂文庫 1998
- 『幻剣蜻蛉 時代小説』祥伝社文庫 2000
- 『秘剣虎乱』徳間書店 2000　のち文庫
- 『戸部新十郎集』リブリオ出版 2000 げんだい時代小説
- 『寒山剣 傑作時代小説』光文社文庫 2007
- 『最後の忍び 忍者小説セレクション』光文社文庫 2015

### エッセイ・解説本
- 『海外雄飛の群像』大陸書房、1969
- 『北方領土物語』渡辺清彦絵 国土社・ノンフィクション全集　1975
- 『虚像の英雄 判官と岡っ引』日本書籍 1978
- 『虚像の英雄 忍者と盗賊』日本書籍 1978　のち廣済堂文庫
- 『忍者』大陸書房 1978　『忍者の履歴書』朝日文庫
- 『虚像の英雄 裏街道の男』日本書籍 1979
- 『歴史の風影 武将・豪傑・剣士』ちはら書房 1980
- 『考証宮本武蔵』光風社出版 1981　のちPHP文庫
- 『若き日の家康 三河武士団奔る』光風社出版 1983　『戦国史譚徳川家康』PHP文庫
- 『日本剣豪譚』毎日新聞社 1984  のち光文社文庫
- 『日本剣豪譚 江戸篇』毎日新聞社 1986
- 『忍者と盗賊 日本史・陰の人物誌』河出文庫 1986
- 『小六伝 中年から人生を開いた男の物語』PHP研究所 1987　『蜂須賀小六伝』文庫
- 『剣士の名言』政界往来社 1988　のち廣済堂文庫
- 『秘伝兵法二十七番』読売新聞社 1988
- 『戦国武将の本領』読売新聞社 1991
- 『日本剣豪譚 幕末篇』毎日新聞社 1991　のち光文社文庫
- 『日本剣豪譚 維新篇』毎日新聞社 1992　のち光文社文庫
- 『天下掌中にあり 豊臣秀吉』広済堂出版 1992　『秀吉・見果てぬ夢』文庫
- 『戦国夢幻織田信長』経営書院 1993
- 『戦国の異能人』PHP文庫　1994
- 『明治剣客伝 日本剣豪譚』毎日新聞社 1994 のち光文社文庫
- 『男の点描 戦国武将生死の一瞬』毎日新聞社 1995　『戦国興亡武将たちの進退』PHP文庫
- 『加賀風雲録 幕末維新』新人物往来社 1997　『加賀風雲録―前田家の幕末維新』中公文庫
- 『忍者-戦国影の軍団 隠密と奇襲に暗躍した特殊部隊』PHP研究所 1995　『忍者の謎 戦国影の軍団の真実』文庫
- 『兵法秘伝考』新人物往来社 1995
- 『忍者と忍術』毎日新聞社 1996　のち中公文庫
- 『乱世の武将秘伝の処世術 成功の法則が通じない今、必要な智略とは』青春出版社 1996
- 『日本異譚太平記』毎日新聞社 1997　のち徳間文庫
- 『大江戸裁判事情』廣済堂文庫　1998
- 『剣は語る 己を乱す迷いに克つ、25の剣跡』青春出版社 1998 『二十五人の剣豪 宮本武蔵から近藤勇まで』PHP文庫
- 『図説宮本武蔵』河出書房新社 ふくろうの本 2001
- 『信長の合戦 八つの戦いで読む知謀と戦略』2001 PHP文庫
- 『前田利家とまつ』編 廣済堂出版 2001
- 『実像・宮本武蔵』編 廣済堂出版 2002
- 『前田利家十五ヵ条の訓え 不測の時代に加賀百万石を守り抜いた知恵の結集』青春出版社 2002
- 『戦国興亡名将たちの決断』PHP研究所 2006